# Highland Park (Illinois)
Highland Park és una ciutat dels Estats Units a l'estat d'Illinois. Segons el cens del 2009 tenia 33.492 habitants.

## Demografia
Segons el cens del 2000, Highland Park tenia 31.365 habitants, 11.521 habitatges, i 8.917 famílies. La densitat de població era de 979,8 habitants/km².
Dels 11.521 habitatges en un 36,9% hi vivien nens de menys de 18 anys, en un 69,9% hi vivien parelles casades, en un 5,8% dones solteres, i en un 22,6% no eren unitats familiars. En el 19,5% dels habitatges hi vivien persones soles el 9,3% de les quals corresponia a persones de 65 anys o més que vivien soles. El nombre mitjà de persones vivint en cada habitatge era de 2,71 i el nombre mitjà de persones que vivien en cada família era de 3,09.
Per edats la població es repartia de la següent manera: un 27% tenia menys de 18 anys, un 4,6% entre 18 i 24, un 25,5% entre 25 i 44, un 27,8% de 45 a 60 i un 15,1% 65 anys o més.
L'edat mediana era de 41 anys. Per cada 100 dones de 18 o més anys hi havia 92,5 homes.
La renda mediana per habitatge era de 100.967 $ i la renda mediana per família de 117.235 $. Els homes tenien una renda mediana de 83.121 $ mentre que les dones 41.175 $. La renda per capita de la població era de 55.331 $. Aproximadament el 2,3% de les famílies i el 3,8% de la població estaven per davall del llindar de pobresa.

## Poblacions properes
El següent diagrama mostra les poblacions més properes.